# Château de Brillac
Ne pas confondre avec le Château du Brillac, à Foussignac, à l'ouest du département.
Le château de Brillac, appelé localement la Tour de Brillac, est situé dans la commune de Brillac en Charente limousine, partie occidentale du Massif central au nord-est du département de la Charente.
Autrefois château-fort, situé à côté de l'église de Brillac, il n'apparaît plus aujourd'hui que sous la forme de quelques vestiges réemployés ou insérés dans les constructions du village.

## Localisation
Le Fort était situé au centre de l'actuel bourg de Brillac, commune limitrophe du département de la Haute-Vienne au nord-est de Confolens en Charente.
Il était intégré au comté de la Marche, ancienne province réunie au domaine royal vers 1531 dont la capitale actuelle est Guéret.
Il se définit aujourd'hui par la place de l'église et un ensemble de constructions comprenant l'église, quelques habitations et l'ancien château transformé en habitation.

## Historique
Le Fort possédait plusieurs tours, un pont-levis, contenait le château, l'église, un cimetière et quelques habitations. Il était encerclé de murailles et de fossés à la charge du village extérieur jusqu'à la Révolution.
Il présentait toutes les caractéristiques des constructions frustes et solides de la Charente limousine.
Propriété de la famille de Brillac (de Brilhac), portant un blason d'azur à trois fleurs de lys d'argent et possédant aussi Argy et Monts, il a connu plusieurs propriétaires, divers changements et travaux.
Le premier propriétaire connu est Joeffroy de Brillac vers 1191, puis Clément de Brillac en 1544, seigneur, curé de Brillac et prieur commendataire de Notre-Dame du château de Loudun, dans le Poitou. En 1633, la Tour de Brillac appartenait à Paul de Rabaynes, seigneur d'Usson en Saintonge. Enfin, à la Révolution, Louis de Conflans était seigneur de Brillac.
En 1459 Louis XI, en réponse à la rébellion de Guyart de Brillac, ordonne la démolition « des maisons et hôtels de la place de Brillac ».
En 1559, le château sera reconstruit, Jean de la Cassagne en devient le seigneur.
De 1608 à 1667, Paul de Rabayne, seigneur d'Usson, dont la fille, Jeanne, épousa le seigneur de Saint-Nectaire en Auvergne, en est propriétaire. Charles de Sennecterre acquit donc le château en 1667.
Le château fut vendu comme bien national le 20 juin 1796 à Clément Sudre Labrousse et à sa femme, Agathe Dansays. Ils démontèrent la partie ouest, vendirent une partie des matériaux et s'autorisèrent une nouvelle construction illicite sur la place publique du Fort.
En 1811, la commune fait procès à la veuve Sudre concernant les limites de l'ancien château.
À la suite de l'abus de pouvoir du seigneur, son époux, la commune demande en dédommagement la démolition du mur d'enceinte est. Le village et le château furent désormais liés. Les éléments ont servi à édifier plusieurs bâtisses du village.
Vers 1820, Joseph Peyraud, descendant du fermier général de Brillac, devint propriétaire de l'emplacement.
Le notaire Rabette deviendra ensuite l'acquéreur du bien.
Il est désormais propriété de l'actuel maire et médecin du village depuis plusieurs décennies.

## Architecture

### Avant la Révolution
À la suite du procès de 1809, un plan du fort est fourni par la veuve Sudre en 1811. Il a permis de définir un état des lieux du château en 1796, avant son démantèlement.
L’enceinte était fortifiée par deux tours au nord et nord-ouest, une ayant déjà disparu au nord-est.
Elle était encerclée de fossés et protégeait à l'intérieur le château, la place publique (ancien cimetière), l'église et les maisons situées autour de l'église. Un pont-levis semble être le seul point d'entrée du fort.
À l'extérieur de l'enceinte, était installé au nord le jardin, séparé du château par le pont-levis.
Deux places bordaient le fort. A l'ouest, de l'autre côté du fossé était installée une place plantée de marronniers. À l'est, le long d'un fossé insalubre, une place de marché, a été particulièrement utilisée pour la foire aux cochons.
À l'intérieur du fort, l'espace était scindé entre le château et l'espace de vie publique.
L'espace de vie publique était composé de l’église, la place publique, séparant le château de l'église, plusieurs habitations encerclaient celle-ci au sud et à l'ouest. Ainsi elle faisait face au mur sud du château.
Le château (et le fort) était accessible, au nord, par un pont-levis arrivant au pied de la tour nord. Construit autour d'une grande cour rectangulaire bordée de bâtiments il disposait d'un puits central. L'accès au reste du fort se faisait par passage par une grande porte au niveau du mur sud, en sa partie est.
Les parties intérieures édifiées du château sont les ailes nord et est, et le mur sud-sud-est.
L'aile orientale, bordée par un fossé en comblement, était composée d'une petite grange et une grande écurie.
Dans la partie est de l'aile nord, bordant un fossé rempli d'eau, un grand bâtiment servait à deux fonctions encore mal définies.
À l'endroit où le passage du pont-levis faisait son entrée dans la cour ont été bâtis une boulangerie et un four.
De l'autre côté du passage, accolée à la tour nord, la chambre faisait face à la boulangerie.
L'aile ouest, bordée par un fossé qui la sépare de la place aux marronniers, était renforcée par la tour nord-ouest. Auparavant totalement équipée de grand bâtiments, elle était déjà ruinée à l'époque.
L'aile sud avait déjà vu disparaître ses bâtiments et seul un petit local intérieur à la cour restait édifié, ainsi qu'une grange débordant sur la place publique à l’extrémité orientale.

### Cadastre napoléonien, 1812
En 1825, le cadastre napoléonien est établi sur la commune. Les bâtiments qui figurent à l'emplacement du château sur le document ont un plan différent de celui de 1811.
Prenant acte de la loi de 1795 sur la démolition des forteresses, la démolition fit disparaître en grande partie les murs d'enceinte, l'aile ouest ainsi que les deux tours et le pont levis. Il fut ordonné d’assécher les eaux mortes inutiles et les fossés furent comblés. Les fossés est et nord furent abattus en pente douce afin d'assainir les lieux et agrandir.
Le fort fut désormais ouvert au village par un axe traversant la place publique d'est en ouest.
Dans la partie ouest, un parc fait place à l'emplacement des anciennes constructions, un puits est installé, la partie nord est délaissée en zone de pâturage.

### Période actuelle
Le cadastre fait apparaître quelques remaniements du logis depuis cette période, mais les principaux bâtiments ont gardé leurs emplacements.
De nouveaux éléments font leur apparition, un four extérieur, un escalier extérieur à double volée donnant sur la place publique, un pigeonnier, et un bassin dans le pâturage nord.
Les vestiges de l'ancien château semble être certaines parties des dépendances actuelles, les ailes est, nord et les bâtiments au sud ainsi que le porche. On retrouve également les bases de tours nord, nord-ouest et le contrefort nord.
La ruelle à l'est et la dépression au nord qui bordent les bâtiments semblent être les vestiges des anciens fossés figurés sur le plan de 1811. Ils correspondent, au sud, à la rue de la Poste.
Certaines habitations bordant la place publique, l'église et la propriété, portent les vestiges de ce château. La place des anciens fossés ou d'autres bâtiments de la commune semblent également être composés d'une partie des matériaux du château
.
Du château et du fort, seuls subsistent un mur en granit de l'ancienne enceinte, et le soubassement de la tour nord.

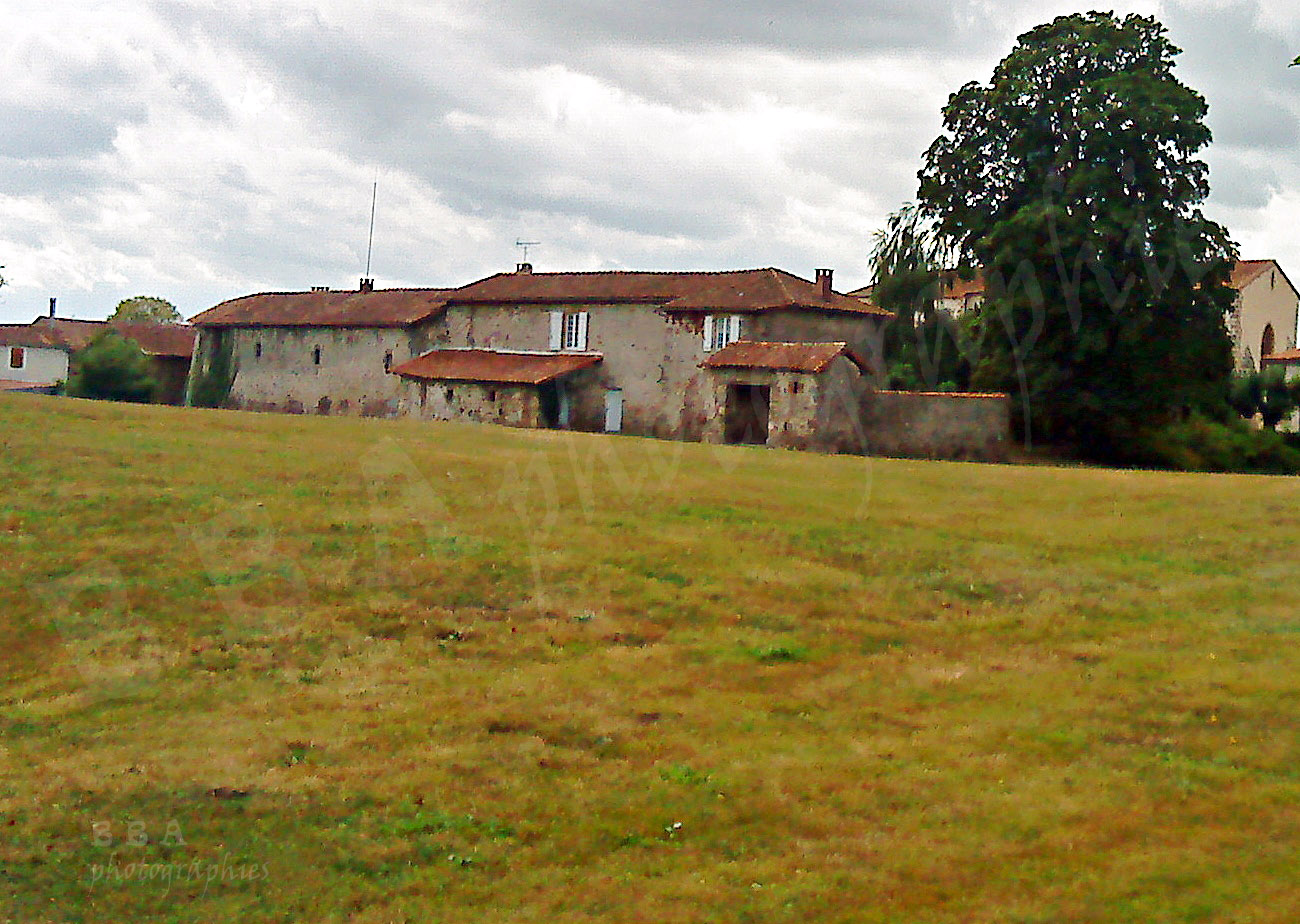
Vestiges nord du château
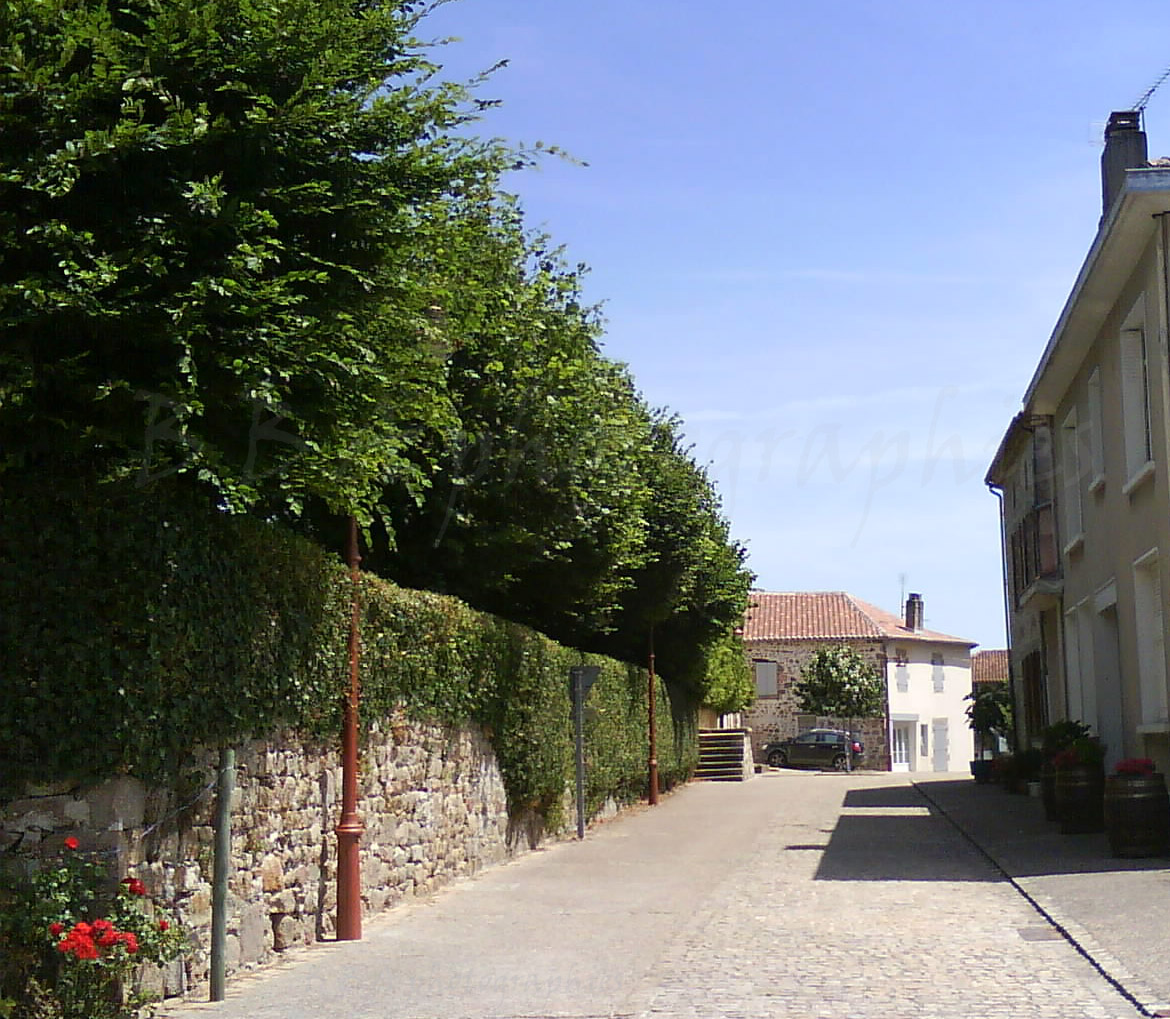
Enceinte sud, mur en granit bordant l'ancienne douve comblée et transformée en rue.
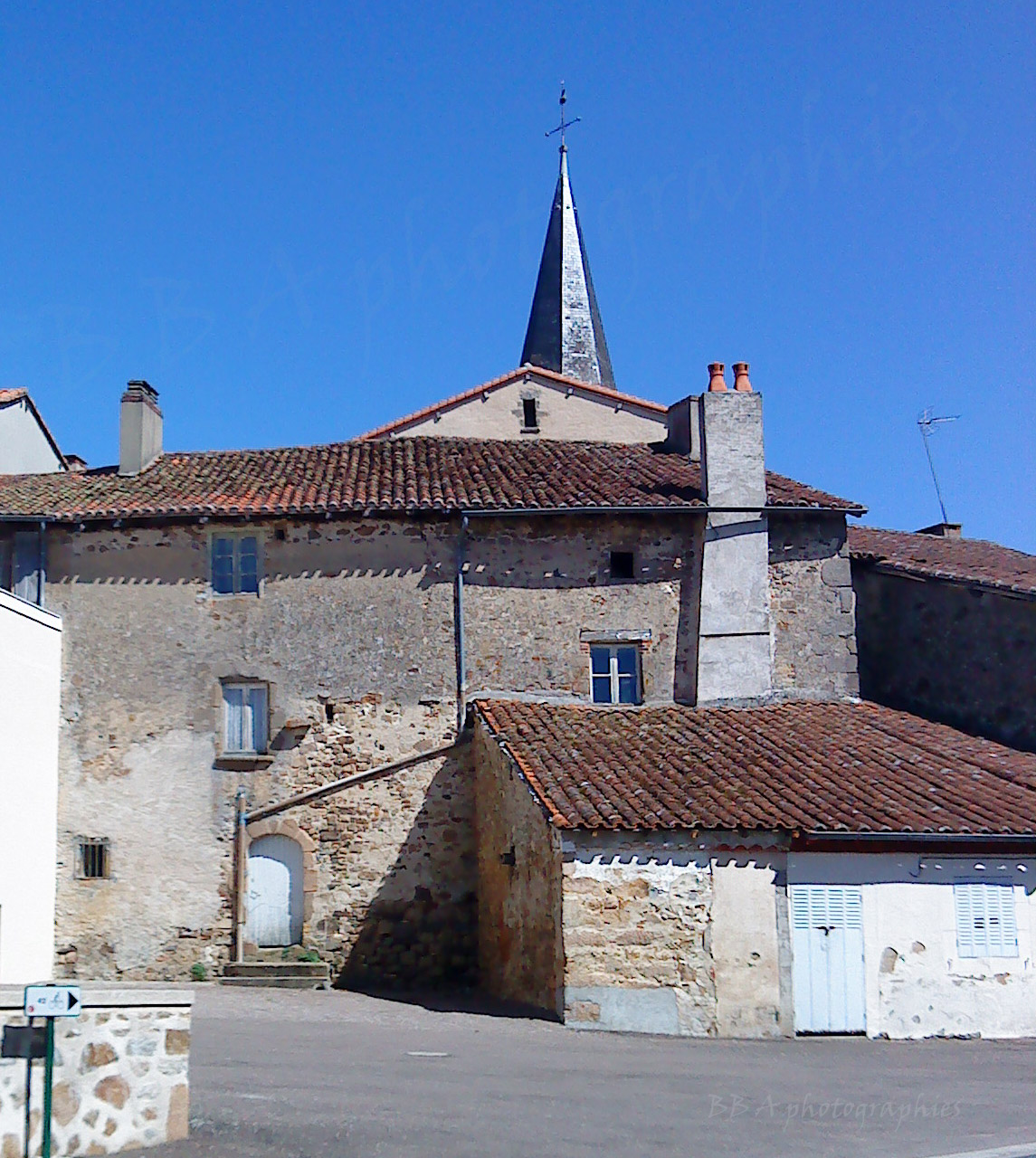
Façade ouest
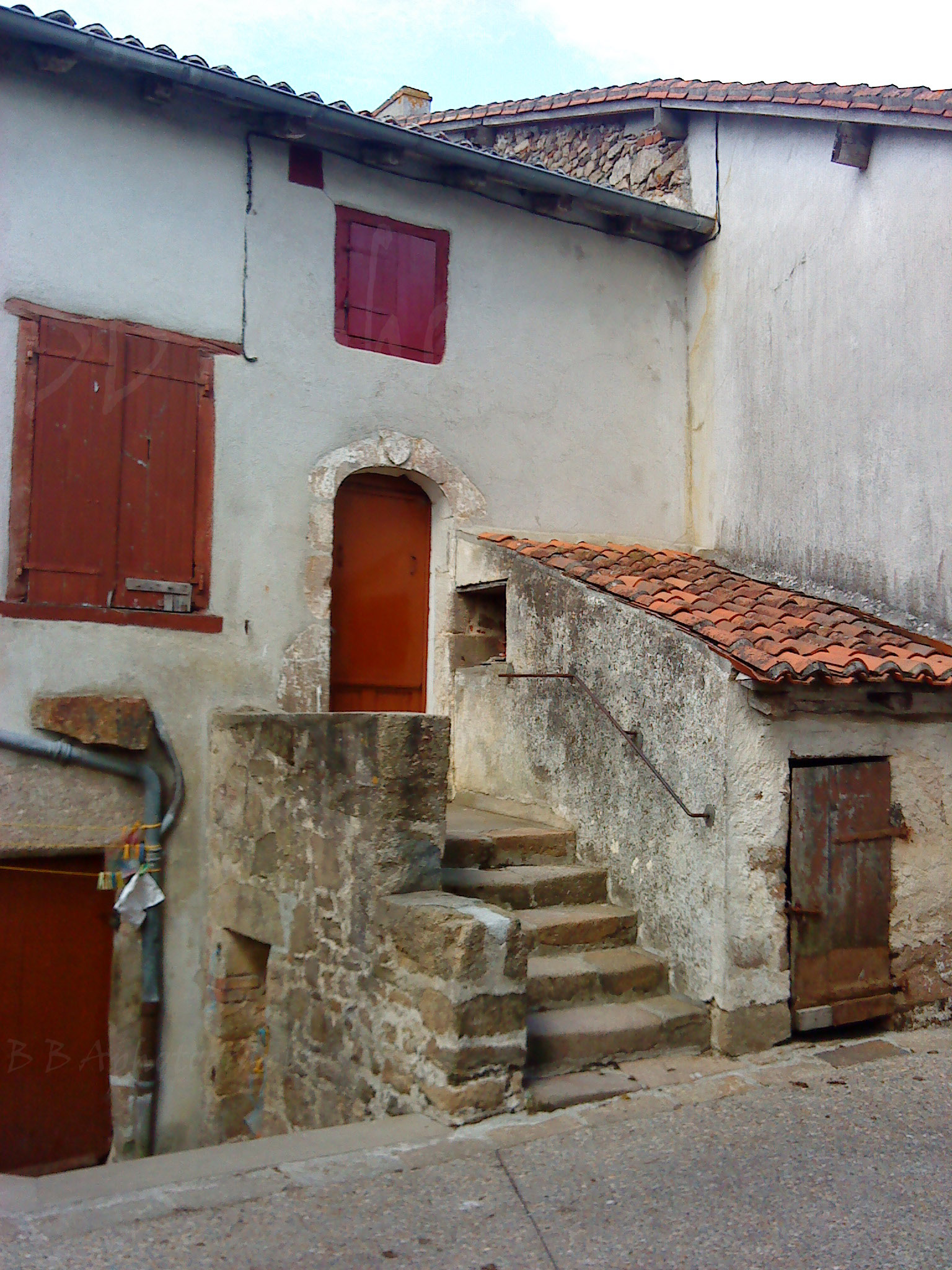
Habitation médiévale